# Ischnopteris pronubata
Ischnopteris pronubata là một loài bướm đêm trong họ Geometridae.